# Francisco Teixeira da Silva
Francisco Teixeira da Silva ComC • ComA • GCA • CvSE • CvNSC (Lisboa, 1826 — Beira, 26 de abril de 1894) foi um militar da Armada e administrador colonial português.

## Biografia
Entre 1865 e 1869, seguindo os passos de seu Pai, Bernardo José Teixeira da Silva, chefe militar e administrador colonial, foi o Governador do Timor Português. Seguindo sua carreira na Armada, chegou a Capitão de mar e guerra em 1881. No ano seguinte, foi nomeado Governador de São Tomé e Príncipe, cargo que exerceu até 1884. Durante seu governo, foi promovido a contra-almirante, em 1883.
Foi nomeado comandante da Divisão Naval da África Ocidental e América do Sul, entre 1886 e 1887. Neste mesmo ano, é nomeado Governador da Guiné Portuguesa, exercendo o cargo até 1888. Em 1889, é nomeado Governador de Macau, até 1890. Entre 1891 e 1892, é o diretor-geral da Marinha Portuguesa, quando é promovido a vice-almirante. Entre 1892 e 1893, é nomeado 105º Vice-rei da Índia Portuguesa, tendo sido o último a usar aquele título. Depois, foi nomeado Governador-geral de Moçambique, onde viria a morrer, em 1894.

## Distinções
- Comendador da Ordem Militar de Avis de Portugal (? de ? de 18??)
- Comendador da Ordem Militar de Cristo de Portugal (? de ? de 18??)
- Comendador da Ordem dos Santos Maurício e Lázaro de Itália (? de ? de 18??)
- Cavaleiro da Ordem Militar de Sant'Iago da Espada de Portugal (? de ? de 18??)
- Cavaleiro da Ordem de Nossa Senhora da Conceição de Vila Viçosa de Portugal (? de ? de 18??)
- Grã-Cruz da Ordem Militar de Avis de Portugal (? de ? de 18??)
- Grã-Cruz da Ordem do Mérito Naval de Espanha (? de ? de 18??)